# 바오산시
바오산(문화어: 보산, 중국어: 保山, 병음: Bǎoshān)은 중화인민공화국의 윈난성에 있는 지급시이다. 「난성」(蘭城)이라고도 부를 정도로 중국 난초의 주산지이다.

## 역사
바오산의 옛 명칭은 영창(永昌)이며, 전국 시대에는 애뢰왕국(哀牢王國)의 중심이었다. 중원 지배를 받게 된 것은 한나라 초이며, 기원 전 109년의 현이 설치되었고, 69년에는 애뢰국의 마지막 황제 유모(柳貌)가 한나라에 귀속되어, 영창군이 설치되었다. 그 후 역대 왕조에 의해 지배를 받은 이 땅은 당나라 때에는 남조국의 판도에 들어가서 서쪽 세력 확대의 거점이 되었다.
명대에는 다시 중원 왕조의 직접 지배를 받게 되었고, 처음에는 금치군민지휘사사(金齒軍民指揮使司), 영창군민부(永昌軍民府)가 설치되어 1524년(가정 3년)에는 바오샨 현에 영창군민부가 설치되어 바오샨의 명칭이 사용되게 되었다.
중화인민공화국 성립 후 2000년 12월에 지급시로 승격해 현재에 이르고 있다.

## 지리
바오산 시는 윈난 성 서부에 위치하며, 윈난 성의 누장 리수족 자치주, 다리 바이족 자치주, 린창 시, 더훙 다이족 징포족 자치주 그리고 미얀마와도 접한다. 성도인 쿤밍 시에서는 약 570 km 떨어진 곳에 위치한다.
연평균 기온은 16.8 °C이고 최한월 평균기온은 9.7 °C, 최난월 평균기온은 21.9 °C이다.
| 바오산시의 기후                                               | 바오산시의 기후 | 바오산시의 기후 | 바오산시의 기후 | 바오산시의 기후 | 바오산시의 기후 | 바오산시의 기후 | 바오산시의 기후 | 바오산시의 기후 | 바오산시의 기후 | 바오산시의 기후 | 바오산시의 기후 | 바오산시의 기후 | 바오산시의 기후 |
| 월                                                            | 1월             | 2월             | 3월             | 4월             | 5월             | 6월             | 7월             | 8월             | 9월             | 10월            | 11월            | 12월            | 연간            |
| ------------------------------------------------------------- | --------------- | --------------- | --------------- | --------------- | --------------- | --------------- | --------------- | --------------- | --------------- | --------------- | --------------- | --------------- | --------------- |
| 역대 최고 기온 °C (°F)                                        | 22.4 (72.3)     | 25.4 (77.7)     | 28.9 (84.0)     | 29.9 (85.8)     | 32.4 (90.3)     | 32.3 (90.1)     | 31.3 (88.3)     | 31.4 (88.5)     | 30.1 (86.2)     | 28.8 (83.8)     | 25.2 (77.4)     | 22.4 (72.3)     | 32.4 (90.3)     |
| 일평균 최고 기온 °C (°F)                                      | 17.4 (63.3)     | 19.3 (66.7)     | 22.3 (72.1)     | 24.5 (76.1)     | 25.9 (78.6)     | 26.5 (79.7)     | 25.8 (78.4)     | 26.4 (79.5)     | 25.7 (78.3)     | 23.9 (75.0)     | 20.8 (69.4)     | 18.1 (64.6)     | 23.1 (73.5)     |
| 일일 평균 기온 °C (°F)                                        | 9.7 (49.5)      | 11.8 (53.2)     | 14.9 (58.8)     | 17.6 (63.7)     | 20.2 (68.4)     | 21.9 (71.4)     | 21.6 (70.9)     | 21.5 (70.7)     | 20.5 (68.9)     | 18.2 (64.8)     | 13.8 (56.8)     | 10.4 (50.7)     | 16.8 (62.3)     |
| 일평균 최저 기온 °C (°F)                                      | 3.5 (38.3)      | 5.2 (41.4)      | 8.4 (47.1)      | 11.7 (53.1)     | 15.5 (59.9)     | 18.7 (65.7)     | 18.9 (66.0)     | 18.6 (65.5)     | 17.3 (63.1)     | 14.4 (57.9)     | 8.8 (47.8)      | 4.7 (40.5)      | 12.1 (53.9)     |
| 역대 최저 기온 °C (°F)                                        | −3.8 (25.2)     | −2.6 (27.3)     | −1 (30)         | 2.7 (36.9)      | 7.4 (45.3)      | 12.4 (54.3)     | 13.1 (55.6)     | 13.0 (55.4)     | 10.7 (51.3)     | 5.5 (41.9)      | 0.7 (33.3)      | −2.3 (27.9)     | −3.8 (25.2)     |
| 평균 강수량 mm (인치)                                         | 23.2 (0.91)     | 21.0 (0.83)     | 30.6 (1.20)     | 45.4 (1.79)     | 90.1 (3.55)     | 100.4 (3.95)    | 173.6 (6.83)    | 196.2 (7.72)    | 145.9 (5.74)    | 102.7 (4.04)    | 26.8 (1.06)     | 8.3 (0.33)      | 964.2 (37.95)   |
| 평균 강수일수 (≥ 0.1 mm)                                      | 3.6             | 5.0             | 7.7             | 10.7            | 12.0            | 15.2            | 21.4            | 21.3            | 16.1            | 12.2            | 4.5             | 2.6             | 132.3           |
| 평균 상대 습도 (%)                                            | 65              | 60              | 57              | 61              | 67              | 73              | 79              | 80              | 79              | 76              | 72              | 69              | 70              |
| 평균 월간 일조시간                                            | 247.1           | 232.8           | 254.9           | 236.6           | 221.9           | 162.6           | 116.2           | 144.1           | 159.9           | 191.7           | 229.2           | 239.8           | 2,436.8         |
| 가능 일조율                                                   | 74              | 73              | 68              | 62              | 54              | 40              | 28              | 36              | 44              | 54              | 71              | 73              | 56              |
| 출처: 중국기상국 (평년값: 1991년~2020년, 극값: 1971년~2010년) |                 |                 |                 |                 |                 |                 |                 |                 |                 |                 |                 |                 |                 |

## 행정 구역
1개의 시할구와 1개의 현급시, 3개의 현을 관할한다.
시할구
- 룽양 구(隆阳区)

현급시
- 텅충 시(腾冲市)

현
- 스뎬 현(施甸县)
- 룽링 현(龙陵县)
- 창닝 현(昌宁县)

## 교통
- 바오산 공항